# Награда Греми за најбољи рок албум
Награда Греми за најбољи рок албум (енгл. Grammy Award for Best Rock Album) признање је које се додељује музичким извођачима за најбољи албум рок музике. Награда Греми се додељује почев од 1958. године када је носила назив Gramophone Awards. Представља категорију Награде Греми. Награду сваке године додељује Академија за дискографску уметност и науку (енгл. National Academy of Recording Arts and Sciences, NARAS) за свеобухватни уметнички допринос и техничку поткованост албума, не рачунајући његов успех на топ-листама и број продатих примерака.
Први добитник Награде за најбољи рок албум је група The Rolling Stones и од тада се назив категорије није променио. Према опису датом на 52. додели Награде Греми, она се додељује „вокалном, инструменталном, хард рок или метал албуму који садржи најмање 51% новоснимљеног материјала”. Почев од 1996. године, заједно са добитником награде одликовања добијају и музички продуценти и инжењери звука који су радили са извођачем на награђеном албуму.
Рекордер са пет освојених награда је бенд Foo Fighters, док по две поседују Шерил Кроу, Cage the Elephant, Green Day, Muse, The Rolling Stones и U2. Foo Fighters су осам пута били номиновани за награду, више од било ког другог извођача. Нил Јанг држи рекорд по броју номинација без освајања награде.

## Добитници и номиновани
| Година | Извођач(и)            | Албум                                     | Номиновани | Реф.          |
| ------ | --------------------- | ----------------------------------------- | --- | ------------- |
| 1995.  | The Rolling Stones    | Voodoo Lounge                             | - Нил Јанг и Crazy Horse — Sleeps with Angels - Pearl Jam — Vs. - R.E.M. — Monster - Soundgarden — Superunknown                                                               | [ 4 ]         |
| 1996.  | Аланис Морисет        | Jagged Little Pill                        | - Крис Ајзак — Forever Blue - Нил Јанг — Mirror Ball - Том Пети — Wildflowers - Pearl Jam — Vitalogy                                                                          | [ 5 ]         |
| 1997.  | Шерил Кроу            | Sheryl Crow                               | - Нил Јанг и Crazy Horse — Broken Arrow - Бони Рејт — Road Tested - Dave Matthews Band — Crash - No Doubt — Tragic Kingdom                                                    | [ 6 ]         |
| 1998.  | Џон Фогерти           | Blue Moon Swamp                           | - Aerosmith — Nine Lives - Foo Fighters — The Colour and the Shape - The Rolling Stones — Bridges to Babylon - U2 — Pop                                                       | [ 7 ]         |
| 1999.  | Шерил Кроу            | The Globe Sessions                        | - Џон Фогерти — Premonition - Dave Matthews Band — Before These Crowded Streets - Garbage — Version 2.0 - Hole — Celebrity Skin                                               | [ 8 ]         |
| 2000.  | Santana               | Supernatural                              | - Мелиса Етериџ — Breakdown - Limp Bizkit — Significant Other - Red Hot Chili Peppers — Californication - Tom Petty and the Heartbreakers — Echo                              | [ 9 ]         |
| 2001.  | Foo Fighters          | There Is Nothing Left to Lose             | - Bon Jovi — Crush - Matchbox Twenty — Mad Season - No Doubt — Return of Saturn - Rage Against the Machine — The Battle of Los Angeles                                        | [ 10 ]        |
| 2002.  | U2                    | All That You Can't Leave Behind           | - Рајан Адамс — Gold - Пи-Џеј Харви — Stories from the City, Stories from the Sea - Aerosmith — Just Push Play - Linkin Park — Hybrid Theory                                  | [ 11 ]        |
| 2003.  | Брус Спрингстин       | The Rising                                | - Елвис Костело — When I Was Cruel - Шерил Кроу — C'mon C'mon - Роберт Плант — Dreamland - Tonic — Head on Straight                                                           | [ 12 ]        |
| 2004.  | Foo Fighters          | One by One                                | - Audioslave — Audioslave - Evanescence — Fallen - Matchbox Twenty — More Than You Think You Are - Nickelback — The Long Road                                                 | [ 13 ]        |
| 2005.  | Green Day             | American Idiot                            | - Elvis Costello and the Imposters — The Delivery Man - Hoobastank — The Reason - The Killers — Hot Fuss - Velvet Revolver — Contraband                                       | [ 14 ]        |
| 2006.  | U2                    | How to Dismantle an Atomic Bomb           | - Нил Јанг — Prairie Wind - Coldplay — X&Y - Foo Fighters — In Your Honor - The Rolling Stones — A Bigger Bang                                                                | [ 15 ]        |
| 2007.  | Red Hot Chili Peppers | Stadium Arcadium                          | - Нил Јанг — Living with War - Том Пети — Highway Companion - John Mayer Trio — Try! - The Raconteurs — Broken Boy Soldiers                                                   | [ 16 ]        |
| 2008.  | Foo Fighters          | Echoes, Silence, Patience & Grace         | - Брус Спрингстин — Magic - Џон Фогерти — Revival - Daughtry — Daughtry - Wilco — Sky Blue Sky                                                                                | [ 17 ]        |
| 2009.  | Coldplay              | Viva la Vida or Death and All His Friends | - Кид Рок — Rock n Roll Jesus - Kings of Leon — Only by the Night - Metallica — Death Magnetic - The Raconteurs — Consolers of the Lonely                                     | [ 18 ]        |
| 2010.  | Green Day             | 21st Century Breakdown                    | - Ерик Клептон и Стив Винвуд — Live from Madison Square Garden - AC/DC — Black Ice - Dave Matthews Band — Big Whiskey and the GrooGrux King - U2 — No Line on the Horizon     | [ 19 ]        |
| 2011.  | Muse                  | The Resistance                            | - Џеф Бек — Emotion & Commotion - Нил Јанг — Le Noise - Pearl Jam — Backspacer - Tom Petty and the Heartbreakers — Mojo                                                       | [ 20 ]        |
| 2012.  | Foo Fighters          | Wasting Light                             | - Џеф Бек — Rock 'n' Roll Party (Honoring Les Paul) - Kings of Leon — Come Around Sundown - Red Hot Chili Peppers — I'm with You - Wilco — The Whole Love                     | [ 21 ]        |
| 2013.  | The Black Keys        | El Camino                                 | - Џек Вајт — Blunderbuss - Брус Спрингстин — Wrecking Ball - Coldplay — Mylo Xyloto - Muse — The 2nd Law                                                                      | [ 22 ]        |
| 2014.  | Led Zeppelin          | Celebration Day                           | - Дејвид Боуи — The Next Day - Нил Јанг и Crazy Horse — Psychedelic Pill - Black Sabbath — 13 - Kings of Leon — Mechanical Bull - Queens of the Stone Age — ...Like Clockwork | [ 23 ]        |
| 2015.  | Бек                   | Morning Phase                             | - Рајан Адамс — Ryan Adams - The Black Keys — Turn Blue - Tom Petty and the Heartbreakers — Hypnotic Eye - U2 — Songs of Innocence                                            | [ 24 ]        |
| 2016.  | Muse                  | Drones                                    | - Џејмс Беј — Chaos and the Calm - Death Cab for Cutie — Kintsugi - Highly Suspect — Mister Asylum - Slipknot — .5: The Gray Chapter                                          | [ 25 ]        |
| 2017.  | Cage the Elephant     | Tell Me I'm Pretty                        | - Blink-182 — California - Gojira — Magma - Panic! at the Disco — Death of a Bachelor - Weezer — Weezer                                                                       | [ 26 ]        |
| 2018.  | The War on Drugs      | A Deeper Understanding                    | - Mastodon — Emperor of Sand - Metallica — Hardwired... to Self-Destruct - Nothing More — The Stories We Tell Ourselves - Queens of the Stone Age — Villains                  | [ 27 ]        |
| 2019.  | Greta Van Fleet       | From the Fires                            | - Alice in Chains — Rainier Fog - Fall Out Boy — M A N I A - Ghost — Prequelle - Weezer — Pacific Daydream                                                                    | [ 28 ]        |
| 2020.  | Cage the Elephant     |                                           | - Bring Me the Horizon — Amo - I Prevail — Trauma - Rival Sons — Feral Roots - The Cranberries — In the End                                                                   | [ 29 ] [ 30 ] |
| 2021.  | The Strokes           | The New Abnormal                          | - Мајкл Киванука — Kiwanuka - Грејс Потер — Daylight - Стерџил Симпсон — Sound and Fury - Fontaines D.C. — A Hero's Death                                                     | [ 31 ] [ 32 ] |
| 2022.  | Foo Fighters          | Medicine at Midnight                      | - Крис Корнел — No One Sings Like You Anymore, Vol. 1 - Пол Макартни — McCartney III - AC/DC — Power Up - Black Pumas — Capitol Cuts — Live from Studio A                     | [ 33 ] [ 34 ] |
| 2023.  | Ози Озборн            | Patient Number 9                          | - Машинган Кели — Mainstream Sellout - Elvis Costello and the Imposters — The Boy Named If - Idles — Crawler - Spoon — Lucifer on the Sofa - The Black Keys — Dropout Boogie  | [ 35 ] [ 36 ] |
| 2024.  | Paramore              | This Is Why                               | - Foo Fighters — But Here We Are - Greta Van Fleet — Starcatcher - Metallica — 72 Seasons - Queens of the Stone Age — In Times New Roman                                      | [ 37 ] [ 38 ] |
| 2025.  | The Rolling Stones    | Hackney Diamonds                          | - Џек Вајт — No Name - Fontaines D.C. — Romance - Green Day — Saviors - Idles — Tangk - Pearl Jam — Dark Matter - The Black Crowes — Happiness Bastards                       | [ 39 ] [ 40 ] |

## Рекорди

### Вишеструки добитници
| Извођач            | Бр. нагр. |
| ------------------ | --------- |
| Foo Fighters       | 5         |
| Шерил Кроу         | 2         |
| Cage the Elephant  | 2         |
| Green Day          | 2         |
| Muse               | 2         |
| The Rolling Stones | 2         |
| U2                 | 2         |

### Вишеструке номинације
| Извођач                 | Бр. ном. |
| ----------------------- | -------- |
| Foo Fighters            | 8        |
| Нил Јанг                | 7        |
| Том Пети (3 са групом The Heartbreakers) | 5        |
| U2                      | 5        |
| Pearl Jam               | 4        |
| The Rolling Stones      | 4        |
| Елвис Костело           | 3        |
| Шерил Кроу              | 3        |
| Брус Спрингстин         | 3        |
| Џон Фогерти             | 3        |
| Coldplay                | 3        |
| Crazy Horse             | 3        |
| Dave Matthews Band      | 3        |
| Green Day               | 3        |
| Kings of Leon           | 3        |
| Metallica               | 3        |
| Muse                    | 3        |
| Queens of the Stone Age | 3        |
| Red Hot Chili Peppers   | 3        |
| The Black Keys          | 3        |
| Рајан Адамс             | 2        |
| Џеф Бек                 | 2        |
| Џек Вајт                | 2        |
| AC/DC                   | 2        |
| Aerosmith               | 2        |
| Cage the Elephant       | 2        |
| Fontaines D.C.          | 2        |
| Greta Van Fleet         | 2        |
| Idles                   | 2        |
| Matchbox Twenty         | 2        |
| No Doubt                | 2        |
| The Raconteurs          | 2        |
| Weezer                  | 2        |
| Wilco                   | 2        |